# Trossingen Bahnhof
Trossingen Bahnhof {dawniej Trossingen Staatsbahnhof) – stacja kolejowa w Trossingen, w regionie Badenia-Wirtembergia, w Niemczech. Znajduje się na linii Rottweil – Villingen, gdzie odgałęzia się tutaj linia do Trossingen Stadt. Stacja kolejowa znajduje się 644 metrów nad poziomem morza między Dauchingen, Deißlingen, Trossingen i Villingen-Schwenningen, w pobliżu węzła A81 z B27. Administracyjnie stacja należy do gminy Deißlingen.
Według klasyfikacji Deutsche Bahn posiada kategorię 6.
Trossingen Bahnhof jest obsługiwana przez pociągi Regional-Express Deutsche Bahn. 

## Linie kolejowe
- Rottweil – Villingen
- Trossingen Bahnhof – Trossingen Stadt